# ژوانگ شیائویان
ژوانگ شیائویان (چینی: 庄晓岩؛ زادهٔ ۴ مهٔ ۱۹۶۹) جودوکار سابق اهل چین است. از افتخارات وی می‌توان به کسب مدال طلا وزن ۷۲ کیلوگرم در بازی‌های المپیک تابستانی ۱۹۹۲ اشاره کرد.